# Ghenadie Șendrea
Ghenadie Șendrea (d. 16 ianuarie 1861) a fost un episcop ortodox român, care a îndeplinit funcțiile de locotenent (locțiitor) de episcop de Huși (1857–1858) și membru al Divanului ad–hoc al Moldovei, votând pentru Unirea Moldovei cu Țara Românească.

## Biografie
A fost numit și hirotonit ca arhiereu titular cu titulatura „de Tripoleos” (de Tripolis), vechi scaun eparhial aflat sub jurisdicția Patriarhiei de Constantinopol, la propunerea mitropolitului Moldovei. După decesul la 31 iulie 1857 al episcopului Meletie Istrati al Hușilor, arhiereul Ghenadie Șendrea a îndeplinit în perioada august 1857 – 8 noiembrie 1858 funcția de locotenent (locțiitor) de episcop de Huși.
În urma alegerilor pentru Divanul ad-hoc al Moldovei din 29 august/10 septembrie 1857, arhiereul Ghenadie Tripoleos a fost ales deputat reprezentant al clerului și membru de drept. El a semnat o propunere a deputaților pentru „Unirea Principatelor într-un singur stat, sub numele de România”, propunere citită de Mihail Kogălniceanu în ședința Divanului din 7 octombrie 1857. În discuțiile din decembrie 1857 ale comitetului reprezentanților clerului, cinci dintre membrii săi (arhiereii Ghenadie Șendrea și Filaret Scriban, arhimandriții Neofit Scriban și Melchisedec Ștefănescu și iconomul Dimitrie Matcaș) au elaborat un proiect în 12 puncte „cu privire la viitoarea organizare a Bisericii moldovene”, pe care l-au prezentat Adunării Legislative.
În perioada cât a îndeplinit funcția de locotenent de episcop de Huși, arhiereul Ghenadie nu a desfășurat activități gospodărești deosebite, remarcându-se doar prin acordarea unor spații din inventarul de chilii al Episcopiei către Seminarul Eparhial din Huși condus de arhimandritul Melchisedec Ștefănescu. A fost destituit la 8 noiembrie 1858 de noul guvern al Principatului Moldovei și înlocuit cu arhiereul Calinic Miclescu (de Hariupoleos). Destituirea sa a fost criticată de presa epocii (ziarele Steaoa Dunărei și Zimbrulu și Vulturulu), care a subliniat că acest fapt „pune umbre în luminoasele începuturi ale Locotenenței Princiare”, deoarece succesorul său nu avea decât meritul că era nepot al mitropolitului Sofronie Miclescu.
Arhiereul Ghenadie Șendrea de Tripoleos („Aghie Tripolese”) este cel care l-a hirotonit ca diacon pe seminaristul Ion Creangă (viitorul scriitor), din dispoziția mitropolitului Sofronie Miclescu. Ceremonia a avut loc la 26 decembrie 1859, în Biserica Cuvioasa Parascheva din Târgu Frumos. Criticul literar George Călinescu, autor al unei biografii a scriitorului Ion Creangă, a descris astfel această ceremonie: „Ceremonia se făcu de către arhiereu în ziua a doua de Crăciun în biserica Sfânta Paraschiva din Târgul-Frumos, sub ochii târgoveților bucuroși de priveliște, precum ne putem închipui. Creangă se va fi dus cu căruța ori cu trăsura și se va fi întors așijderi, de astă dată diacon, drept care, cunoscându-i obiceiul, va fi încheiat sărbătoarea în petrecere cu băutură.”  Arhiereul Ghenadie a decedat la 16 ianuarie 1861, iar arhimandritul profesor Neofit Scriban a rostit un necrolog cu prilejul înmormântării sale. Necrologul a fost publicat la Iași în același an.